# Taiyō no Season
Singles de Namie Amuro 
 (ou Namie Amuro with Super Monkey's)
Stop the Music
(1995)
Singles par Namie Amuro with Super Monkey's
Try Me ~Watashi wo Shinjite~
(1995)
Taiyō no Season (太陽のSEASON) est le premier single de Namie Amuro sorti sous son seul nom sur le label Toshiba-EMI. Il sort le 26 avril 1995 au Japon, produit par Max Matsūra, et atteint la 5e place du classement de l'Oricon. Il se vend à 69 750 exemplaires la première semaine, et reste classé pendant 17 semaines, pour un total de 610 680 exemplaires vendus.
C'est en fait le sixième single enregistré par Namie Amuro au temps de sa collaboration avec le groupe Super Monkey's, dont elle est la chanteuse principale : un premier single était sorti en 1992 sous le nom Super Monkey's, puis deux autres en 1993 sous celui de Super Monkey's 4, et les deux précédents en 1994 et 1995 sous celui de Namie Amuro with Super Monkey's.
Les quatre autres membres ne sont plus créditées, mais accompagnent toujours Namie Amuro en tant que danseuses, en parallèle à leur nouvelle carrière en tant que MAX qui débute le mois suivant.
La chanson-titre est une reprise en japonais du titre Seasons de Veronica Sales, et sert de thème musical à une publicité pour Lotte. Le titre en face B, Heart ni Hi wo Tsukete, est une reprise en japonais de Burning Love de D-Essex.
Les deux titres du single figurent en versions remixées sur le premier album de Namie Amuro chez Toshiba-EMI: Dance Tracks Vol.1, et dans leur version d'origine sur la compilation Toshiba-EMI de Namie Amuro with Super Monkey's : Original Tracks Vol.1.

## Liste des titres
1. Taiyō no SEASON (太陽のSEASON?) - 3:32
2. Heart ni Hi wo Tsukete (ハートに火をつけて?) - 3:26
3. Taiyō no SEASON (Original Karaoke) - 3:32
4. Heart ni Hi wo Tsukete (Original Karaoke) - 3:26

## Artistes
- Namie Amuro - chant
- Minako Ameku - danse
- Nanako Takushi - danse
- Reina Miyauchi - danse
- Ritsuko Matsuda - danse